# Pintsch
Pintsch (en luxemburguès: Pensch; en alemany: Pintsch) és una vila de la comuna de Kiischpelt  situada al districte de Diekirch del cantó de Wiltz. Està a uns 43 km de distància de la ciutat de Luxemburg.